# Гужиры
Гужи́ры (бур. Хужар — «солонцы») — село в Тункинском районе Бурятии. Входит в сельское поселение «Далахай».

## География
Расположено в 8 км к западу от центра сельского поселения, улуса Далахай, на левом берегу реки Иркут, напротив устья реки Зун-Мурэн.

## История
В 1859 году сгорела деревянная церковь. Миссионер Гужирского прихода протоиерей Николай Доржеев в это время в Санкт-Петербурге занимался переводами богослужебных книг на монгольский язык. Часть денег на строительство новой каменной церкви пожертвовала императорская семья — Александра Фёдоровна подарила церкви икону Спасителя. В 1861 году Доржеев вернулся в Иркутск и приступил к строительству двухэтажной церкви. Под его руководством храм был построен в августе 1866 года. 17—20 сентября были освящены четыре придела церкви.

## Население
| 2002 | 2010 |
| ---- | ---- |
| 219  | ↘159 |

## Достопримечательности
В селе сохранился остов церкви — памятник градостроительства и архитектуры. Дата создания — начало XIX века.
 Объект культурного наследия народов РФ регионального значения. Рег. № 031410050240005 (ЕГРОКН)